# Premio letterario Giovanni Comisso
Il Premio letterario Giovanni Comisso Regione del Veneto – Città di Treviso è un premio letterario italiano che viene assegnato a Treviso annualmente a un'opera di narrativa italiana e a un'opera di biografia (anche di autori stranieri purché tradotti ed editi in Italia) pubblicata nell'anno in corso. Il premio, diventato nel tempo uno dei maggiori premi letterari italiani, è indetto per iniziativa dell'Associazione Amici di Giovanni Comisso,di cui è presidente Ennio Bianco. Nel 2025 il premio festeggia la XLIV edizione.

## Origini
Il premio letterario Giovanni Comisso nasce a Treviso nel 1979 per opera di un gruppo di amici dello scrittore con una prima edizione dedicata alla narrativa, cui si aggiunse fin dalla terza edizione nel 1981 una sezione dedicata alla biografia. Obiettivo del premio è promuovere la conoscenza dell'opera di Giovanni Comisso: a tal fine, a partire dalle prime edizioni, sono stati coinvolti gli studenti delle scuole medie superiori, distribuendo più di 40.000 libri delle opere di Comisso nelle scuole d'Italia e coinvolgendo anche gli studenti di lingua italiana in università straniere. 
Per 16 anni è stato presieduto da Bruno Visentini ed ha avuto come madrina Giulietta Masina. Successivamente è stato presieduto da Cino Boccazzi, da Neva Agnoletti e dal 2016 da Ennio Bianco. Il Premio è sostenuto dalla Regione del Veneto, dal Comune di Treviso, dalla Camera di Commercio di Treviso - Belluno e, fin dalla prima edizione, da Assindustria Veneto Est oltre che da un nutrito gruppo di Aziende amiche del Premio Comisso.
Il sito istituzionale del Premio Comisso, oltre a raccogliere le notizie storiche e il regolamento aggiornato, offre, alla sezione "Rileggere Comisso", molti scritti del grande autore trevigiano apparsi in quotidiani, riviste settimanali e mensili. La sezione "Piazza Comisso" si apre invece alla scena culturale attuale con contributi di scrittori, autori teatrali, poeti, musicisti, critici letterari e d'arte, artisti e designer.

## Regolamento
Il Premio Letterario Giovanni Comisso comprende due Sezioni:
1. Narrativa italiana
2. Biografia, anche di autori stranieri, purché tradotti ed editi in Italia

A partire dall'anno 2019 viene assegnato il Premio Comisso - Rotary Club Treviso Under 35 ad un autore di un'opera di Narrativa o Biografia che al momento dell'edizione dell'opera non abbia raggiunto i 35 anni di età.
La Giuria Tecnica è composta da un numero di membri variabile da 6 a 14 che rimangono in carica 3 anni (salvo riconferma). La Giuria tecnica del Premio Comisso attualmente è così composta:  Cristina Battocletti, Benedetta Centovalli, Rolando Damiani, Giancarlo Marinelli, Luigi Mascheroni, Alessandra Necci, Pierluigi Panza (presidente), Sergio Perosa, Filippo Tuena. 
È compito della Giuria Tecnica esaminare le opere pervenute e designare le terne finaliste. Il Presidente della Giuria Tecnica resta in carica 3 anni ed ha la responsabilità di decidere, nei casi dubbi, quali tra i libri concorrenti possano far parte della categoria "Narrativa" e quali della categoria "Biografia".
La Giuria Tecnica può, a sua discrezione, modificare il numero dei selezionati o non scegliere le terne o addirittura non assegnare il Premio per l'anno in corso, qualora le opere esaminate non rispondessero per qualità o per altri motivi ai requisiti da essa richiesti.
La Giuria Tecnica può, altresì, riservare un particolare riconoscimento ad un autore o critico di chiara fama per tutta la sua opera.
Dall'edizione del 2022 viene assegnato anche un premio alla carriera per scrittori veneti.

## Opere Premiate
2024 
- Narrativa: "Di cosa è fatta la speranza" di Emmanuel Exitu
- Biografia: "Adelaida" di Adrian Bravi
- Under 35: "Nella stanza dell'imperatore" di Sonia Aggio
- Premio alla carriera per Scrittori Veneti: Patrizia Valduga

2023 
- Narrativa: "Arrocco siciliano" di Costanza DiQuattro
- Biografia: "La Sibilla. Vita di Joyce Lussu" di Silvia Ballestra
- Under 35: "Cieli in fiamme" di Mattia Insolia
- Premio alla carriera per Scrittori Veneti: Ferdinando Camon

2022 
- Narrativa: "Il digiunatore" di Enzo Fileno Carabba
- Biografia: "Belle Greene" di Alexandra Lapierre
- Under 35: "L'orchestra rubata di Hitler" di Silvia Montemurro
- Premio alla carriera per Scrittori Veneti: Antonia Arslan

2021
- Narrativa: “Pianura” di Marco Belpoliti
- Biografia: “Al cuore dell'Impero. Napoleone e le sue donne fra sentimento e potere” di Alessandra Necci
- Under 35: “Lingua madre” di Maddalena Fingerle

2020
- Narrativa: “Figlio del lupo” di Romana Petri
- Biografia: “Margaret Thatcher. Biografia della donna e della politica” di Elisabetta Rosaspina
- Under 35: “Libro del sole” di Matteo Trevisani[11]

2019
- Narrativa: “Icarus. Ascesa e caduta di Raul Gardini” di Matteo Cavezzali
- Biografia: “Leo Longanesi. Una vita controcorrente” di Franco Gàbici
- Under 35: “Dai tuoi occhi solamente” di Francesca Diotallevi

2018
- Narrativa: “La casa dei bambini“, di Michele Cocchi
- Biografia: “Bobi Bazlen. L’ombra di Trieste“, di Cristina Battocletti

2017
- Narrativa: “Lo spregio”, di Alessandro Zaccuri
- Biografia: “Vite minuscole”, di Pierre Michon

2016
- Narrativa: “Questa vita tuttavia mi pesa molto” di Edgardo Franzosini
- Biografia: “Di questo amore non si deve sapere” di Ritanna Armeni

2015
- Narrativa: “L’affare Vivaldi” di Federico Maria Sardelli
- Biografia: “La ragazza delle camelie. Vita e leggenda di Marie Duplessis” di Julie Kavanagh
- Premio Speciale 'Amici di Comisso': Folco Quilici

2014
- Narrativa: “Ultimo viaggio di Odoardo Bevilacqua” di Alberto Cristofori
- Biografia: "Ernst Jünger. Una vita lunga un secolo” di Heimo Schwilk

2013
- Narrativa: “Giallo d’Avola” di Paolo Di Stefano
- Biografia: “Dante. Il romanzo della sua vita” di Marco Santagata

2012
- Narrativa: “Villa Gradenigo”, di Giuseppe Bevilacqua
- Biografia: “Vita di Giorgio Labò”, di Pietro Boragina

2011
- Narrativa: “Non tutti i bastardi sono di Vienna”, di Andrea Molesini
- Biografia: “ Lorenzo Da Ponte. Una vita fra musica e letteratura 1749 – 1838”, di Lorenzo Della Cha

2010
- Narrativa: “Spavento” di Domenico Starnone
- Biografia: “Jacopo Tintoretto e i suoi figli. Storia di una famiglia veneziana” di Melania G. Mazzucco

2009
- Narrativa: “Bianco” di Marco Missiroli
- Biografia: “Ossa di Berdicev. La vita e il destino di Vasilij Grossman” di John e Carrol Garrard

2008
- Narrativa: “Re in fuga. La leggenda di Bobby Fischer” di Vittorio Giacopini
- Biografia: “La vita e i tempi di Petrarca” di Karlheinz Stierle

2007
- Narrativa: “Fai di te la notte” di Giorgio Scianna
- Biografia: “Ravel” di Jean Echenoz

2006
- Narrativa: “Il passato davanti a noi”, di Bruno Arpaia
- Biografia: “Possiedo la mia anima”, di Nadia Fusini

2005
- Narrativa: “È stato il figlio”, di Roberto Alajmo
- Biografia: “I migliori anni della nostra vita” di Ernesto Ferrero

2004
- Narrativa: “La straduzione”, di Laura Pariani
- Biografia: “James Joyce”, di John McCourt

2001
- Narrativa: “Conclave” di Roberto Pazzi
- Biografia: “Thomas Moore. Una sfida alle modernità” di Peter Ackroyd

2000
- Narrativa: “La straniera” di Younis Tawfik
- Biografia: “Tempi di malafede” di Sandro Gerbi
- Premio Speciale 'Amici di Comisso': Fosco Maraini

1998
- Narrativa: “Il talento” di Cesare De Marchi
- Biografia: “Abert Camus: una vita” di Oliver Todd
- Letteratura di viaggio: “Il cammello battriano” di Stefano Malatesta

1997
- Narrativa: “Perros de Espana” di Fabrizio Dentice
- Biografia: “Georges Simenon” di Stanley G. Eskin

1996
- Narrativa: “Le stagioni di Giacomo” di Mario Rigoni Stern
- Biografia: “Hitler e Stalin: Vite parallele” di Alan Bullock
- Premio Speciale 'Amici di Comisso': Ottiero Ottieri

1995
- Narrativa: “Le maschere” di Luigi Malerba
- Biografia: Il bottone di Puškin di Serena Vitale
- Premio Speciale 'Amici di Comisso': Federico Zeri

1994
- Narrativa: “Nemici di famiglia” di Maria Brunelli
- Biografia: “Cara Eleonora” di Maria Antonietta Macciocchi
- Poesia: “Lume dei tuoi misteri” di Giovanni Giudici
- Premio Speciale 'Amici di Comisso':Alberto Arbasino

1993
- Narrativa: “Il ritratto della Gioconda” di Sergio Ferrero
- Biografia: “Darwin” di Adrian Desmond e James Moore

1992
- Narrativa: “Ultime isole” di Paolo Barbaro
- Biografia: “Il lungo freddo” di Miriam Mafai
- Premio Speciale 'Amici di Comisso': Octavio Paz

1991
- Narrativa: “Vento largo” di Francesco Biamonti
- Biografia: “Stendhal” di Michel Crouzet

1990
- Narrativa: “La cattiva figlia” di Carla Cerati

1989
- Narrativa: “L’estate del ’42” di Renzo Zorzi
- Biografia: “Maria Antonietta” di Joan Haslip
- Premio Speciale 'Amici di Comisso": Benazir Bhutto

1988
- Narrativa: “L’oro del mondo” di Sebastiano Vassalli
- Biografia: “Chaplin: la vita e l'arte” di David Robinson
- Premio Speciale 'Amici di Comisso': Rita Levi Montalcini

1987
- Narrativa: “Egnocus e gli efferati” di Fabrizio Dentice
- Biografia: “La vita in fiamme” di Anthony Burgess
- Premio Speciale 'Amici di Comisso': Alberto Moravia

1986
- Narrativa: “Atlante occidentale” di Daniele Del Giudice
- Biografia: “Il cavaliere dei Rossomori” di Giuseppe Fiori
- Premio Speciale 'Amici di Comisso': Mario Soldati

1985
- Narrativa: “Piccoli equivoci senza importanza” di Antonio Tabucchi
- Biografia: “San Francesco” di Julien Green
- Premio Speciale 'Amici di Comisso': Nico Naldini

1984
- Narrativa: “La pioggia tiepida” di Tonino Guerra
- Biografia: “La vita di Karen Blixen” di Judith Thurmann
- Poesia: “Lume dei tuoi misteri” di Giovanni Giudici
- Premio speciale 'Amici di Comisso': Gianfranco Contini

1983
- Narrativa: “L’eleganza è frigida” di Goffredo Parise
- Biografia: “Borges” di Emir Rodríguez Monegal

1982
- Narrativa: “Stramalora” di Gian Antonio Cibotto
- Biografia: “Italo Svevo” di Enrico Ghidetti

1981
- Narrativa: “Treno di panna” di Andrea De Carlo
- Biografia: “Italo Svevo” di Enrico Ghidetti
- Premio speciale 'Amici di Comisso': Mario Praz

1980
- Narrativa: “Il sorriso di Giulia” di Luca Canali

1979
- Narrativa: “Il Giorno del giudizio” di Salvatore Satta
- Racconti: “Racconti della Contea di Levante” di Paolo Bertolani